# Schinia scutosa
Schinia scutosa là một loài bướm đêm trong họ Noctuidae.